# Aeroporto Internacional de Newcastle (Inglaterra)
O Aeroporto de Newcastle (em inglês: Newcastle Airport) (IATA: NCL, ICAO: EGNT) é um aeroporto internacional localizado na cidade de Woolsington, e que serve principalmente à cidade de Newcastle upon Tyne, Inglaterra, Reino Unido, sendo o décimo aeroporto mais movimentado do país.